# Алгоритм Гопкрофта — Карпа
В інформатиці, алгоритм Гопкрофта—Карпа отримує на вході двочастковий граф і видає на виході парування найбільшої потужності – множину, що містить якнайбільше ребер з властивістю, що жодна двійка ребер не має спільної вершини. Виконується за час {\displaystyle O(|E|{\sqrt {|V|}})} у найгіршому випадку, де {\displaystyle E} це множина ребер і {\displaystyle V} це множина вершин графа. У випадку насиченого графа часові рамки набувають вигляду {\displaystyle O(|V|^{2.5})}, для випадкових графів час виконання майже лінійний.
Алгоритм винайшли Джон Гопкрофт and Річард Карп (1973). Як і в попередніх методах для парування як-от Угорський алгоритм і роботі Едмондс, (1965), алгоритм Гопкрофта—Карпа багаторазово збільшує часткове парування через знаходження шляху розширення. Однак, замість пошуку одного шляху розширення, алгоритм шукає найбільшу множину найкоротших шляхів розширення. У результаті, потрібно лише {\displaystyle O({\sqrt {n}})} ітерацій. Цей принцип використовували для розробки складніших алгоритмів для недвочасткового парування з таким самим часом виконання як у алгоритму Гопкрофта—Карпа.

## Шляхи розширення

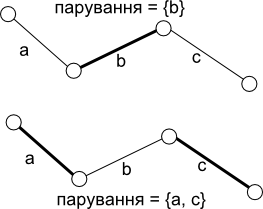
Збільшення парування через знаходження шляху розширення і застосування симетричної різниці для двох множин

У висліді маємо нове парування {\displaystyle \{a,c\},} потужність якого на одиницю більша.
Вершина, яка не є кінцем жодного ребра в певному частковому паруванні {\displaystyle M} називається вільна вершина. В основі алгоритму лежить поняття шлях розширення, шлях який починається у вільній вершині і закінчується вільною вершиною, також він чергує ребро з парування з ребрами, що не входять до парування. Якщо {\displaystyle M} це парування і {\displaystyle P} це шлях розширення щодо {\displaystyle M}, тоді симетрична різниця двох множин  ребер, {\displaystyle M\oplus P}, буде парування розміру {\displaystyle |M|+1}. Отже, знаходженням шляхів доповнення, алгоритм може збільшувати розмір парування.
І навпаки, припустимо, що {\displaystyle M} не оптимальне, і нехай {\displaystyle P} буде симетричною різницею {\displaystyle M\oplus M^{*}} де {\displaystyle M^{*}} це оптимальне парування. Тоді, {\displaystyle P} повинен утворювати набір неперетинних шляхів розширення і циклів або шляхів в яких вільні ребра і ребра з парування зустрічаються в однаковій кількості; різниця в розмірі між {\displaystyle M} і {\displaystyle M^{*}} це кількість шляхів розширення в {\displaystyle P.} Таким чином, якщо ми не можемо знайти шлях розширення, алгоритм може безпечно зупинитись, тому що в цьому випадку {\displaystyle M} мусить бути оптимальним. Для докладнішого доведення дивись лему Берже.
Шлях розширення в задачі парування тісно пов'язаний із шляхом розширення в задачі про максимальний потік, тобто шляхом уздовж якого можна збільшити обсяг потоку між джерелом і стоком. Можливо перевести задачу парування двочасткового графа в задачу знаходження максимального потоку таким чином, що переміжні шляхи задачі парування стануть шляхами розширення задачі про максимальний потік. Насправді, узагальнення техніки використовуваної в алгоритмі Гопкрофта—Карпа для довільної потокової мережі відоме як алгоритм Дініца.
Вхід: Двочастковий граф {\displaystyle G(L\cup R,E)}
Вихід: Парування {\displaystyle M\subseteq E}
{\displaystyle M\leftarrow \emptyset }
повторювати
{\displaystyle {\mathcal {P}}\leftarrow \{P_{1},P_{2},\dots ,P_{k}\}} найбільша множина вершинно-неперетинних найкоротших шляхів розширення
{\displaystyle M\leftarrow M\oplus (P_{1}\cup P_{2}\cup \dots \cup P_{k})}
поки {\displaystyle {\mathcal {P}}=\emptyset }

## Звичайний алгоритм
Нехай {\displaystyle V_{1}} і {\displaystyle V_{2}} будуть двома множинами у двоподілі {\displaystyle G=(V,E),} де {\displaystyle V=V_{1}\cup V_{2},} і нехай парування з {\displaystyle V_{1}} у {\displaystyle V_{2}} в будь-який час представлене як множина {\displaystyle M}. Визначимо орієнтований граф {\displaystyle G_{M}=(V_{1}\cup V_{2},E_{M})} як
{\displaystyle E_{M}=\{(v_{1},v_{2}):v_{1}v_{2}\in E,v_{1}\in V_{1},v_{2}\in V_{2}\}\cup \{(v_{2},v_{1}):v_{1}v_{2}\in M,v_{1}\in V_{1},v_{2}\in V_{2}\}.}
| ЗНАЙТИ-ШЛЯХ-РОЗШИРЕННЯ {\displaystyle (G=(V_{1}\cup V_{2},E),M)} - {\displaystyle V_{1}'=} множина вільних вершин у {\displaystyle V_{1}} - {\displaystyle V_{2}'=} множина вільних вершин у {\displaystyle V_{2}} - побудувати орієнтований граф {\displaystyle G_{M}=(V_{1}\cup V_{2},E_{M})} - знайти простий шлях {\displaystyle p} з {\displaystyle V_{1}'} до {\displaystyle V_{2}'} у {\displaystyle G_{M}} - якщо {\displaystyle p} не існує тоді повернути {\displaystyle NIL} (немає шляхів розширення) - інакше повернути {\displaystyle p} ({\displaystyle p} це шлях розширення в {\displaystyle G}) |

Лема: Алгоритм ЗНАЙТИ-ШЛЯХ-РОЗШИРЕННЯ знаходить шлях {\displaystyle p} тоді і тільки тоді, коли в {\displaystyle G} існує шлях розширення щодо {\displaystyle M.} Більше того, {\displaystyle p} і є шляхом розширення.
| НАЙБІЛЬШЕ-ПАРУВАННЯ {\displaystyle G=(V_{1}\cup V_{2},E))} - {\displaystyle M=\emptyset } - повторювати {\displaystyle p=}ЗНАЙТИ-ШЛЯХ-РОЗШИРЕННЯ{\displaystyle (G,M)} якщо {\displaystyle p\neq NIL} тоді {\displaystyle M=M\oplus p} поки повернути {\displaystyle M} |

Розмір найбільшого парування має верхню границю {\displaystyle |V|/2} і на кожному кроці збільшується на 1, отже цикл виконається не більше {\displaystyle O(|V|)} раз. Також нам потрібно {\displaystyle O(|E|)} часу, щоб знайти шлях розширення, отже алгоритм потребує {\displaystyle O(|V||E|)} часу.

## Власне алгоритм Гопкрофта—Карпа
Задля гарантування, що довжина шляху розширення зростає від фази до фази, ми, в кожній фазі, будемо будувати найбільшу можливу множину шляхів розширення {\displaystyle P.}
Введемо позначення {\displaystyle M\oplus P=M\oplus (\oplus _{p\in P}p).}
Лема: Нехай {\displaystyle k} буде довжиною найкоротшого шляху розширення щодо {\displaystyle M} і нехай {\displaystyle P} буде найбільшою множиною найкоротших неперетинних шляхів щодо {\displaystyle M,} тоді довжина найкоротшого шляху розширення щодо {\displaystyle M\oplus P} більша ніж {\displaystyle k.}
Наведемо процедуру, що будує множину {\displaystyle P}. Процедура базується на пошуку в глибину.
| ЧАСТКОВИЙ-DFS{\displaystyle (G,v,T)} - запустити {\displaystyle {\mbox{DFS}}(G,v)} допоки не знайдена перша вершина з {\displaystyle T} - видалити усі вершини відвідані під час {\displaystyle DFS} з графа {\displaystyle G} - якщо існує шлях {\displaystyle p} з {\displaystyle v} до {\displaystyle T} тоді повернути {\displaystyle p} - інакше повернути {\displaystyle NIL} |

Видалення вершин гарантує неперетинність зі шляхами, що ми знайдемо пізніше.
Ми використовуватимемо цю процедуру для багатошарового графа {\displaystyle {\bar {G}}_{M},} який ми будуємо з {\displaystyle G_{M}}. Нехай {\displaystyle V_{1}'} буде множиною вільних вершин з {\displaystyle V_{1}.} Нехай {\displaystyle d:V\to \mathbb {N} } буде відстань {\displaystyle d(v)} вершини {\displaystyle v} від вершин з {\displaystyle V_{1}'}. Граф {\displaystyle {\bar {G}}_{M}=(V_{1}\cup V_{2},{\bar {E}}_{V})} містить такі ребра:
{\displaystyle {\bar {E}}_{M}=\{(u,v):(u,v)\in E_{M}|d(u)+1=d(v)\}}.
Лема: Кожен шлях у {\displaystyle {\bar {G}}_{M},} що починається в {\displaystyle V_{1}'} це найкоротший шлях в {\displaystyle G_{M}.}
| МАКСИМАЛЬНА-МНОЖИНА-ШЛЯХІВ{\displaystyle (G=(V_{1}\cup V_{2},E),M)} - {\displaystyle P=\emptyset } - побудувати граф {\displaystyle {\bar {G}}_{M}=(V_{1}\cup V_{2},{\bar {E}}_{M})} - нехай {\displaystyle V_{1}'} буде множиною вільних вершин у {\displaystyle V_{1}} - для {\displaystyle v\in V_{1}'}виконати {\displaystyle p=} ЧАСТКОВИЙ-DFS{\displaystyle ({\bar {G}}_{M},v,V_{2}')} якщо {\displaystyle p\neq NIL} тоді {\displaystyle P=P\cup p} - повернути {\displaystyle P} |

Лема: Процедура МАКСИМАЛЬНА-МНОЖИНА-ШЛЯХІВ знаходить найбільшу множину найкоротших вершинно-неперетинних шляхів розширення щодо {\displaystyle M} за час {\displaystyle O(E).}
| Алгоритм-Гопкрофта-Карпа{\displaystyle (G=(V_{1}\cup V_{2},E))} - {\displaystyle M=\emptyset } - повторювати {\displaystyle P=} МАКСИМАЛЬНА-МНОЖИНА-ШЛЯХІВ{\displaystyle (G=(V_{1},V_{2},E),M)} якщо {\displaystyle P\neq NIL} тоді {\displaystyle M=M\oplus P} поки {\displaystyle P=NIL} - повернути {\displaystyle M} |

## Аналіз
Алгоритм знаходить найбільше парування в двочастковому графі за час {\displaystyle O({\sqrt {|V|}}|E|)}.
Лема: Нехай {\displaystyle M^{*}} буде найбільшим паруванням, і нехай {\displaystyle M} буде будь-яким паруванням на {\displaystyle G.} Якщо довжина найкоротшого шляху розширення щодо {\displaystyle M} дорівнює {\displaystyle k,} тоді {\displaystyle |M^{*}|-|M|\leq {\frac {|V|}{k}}}.